# Summonte
Summonte es uno de los 119 municipios o comunas ("comune" en italiano significa ayuntamiento) de la provincia de Avellino, en la región de Campania. Con cerca de 1.563 habitantes, se extiende por una área de 12 km², teniendo una densidad de población de 130 hab/km². Linda con los municipios de Avellino, Capriglia Irpina, Mercogliano, Ospedaletto d'Alpinolo, Pannarano, Pietrastornina, Quadrelle, Sant'Angelo a Scala, Sirignano, y Sperone.

## Demografía
| Gráfica de evolución demográfica de Summonte entre 1861 y 2001 |
|                                                                |
| Fuente ISTAT - elaboración gráfica de Wikipedia                |

- Datos: Q55122
- Multimedia: Summonte / Q55122

1. ↑  Worldpostalcodes.org, código postal n.º 83010.
2. ↑  «Codici Catastali». Comuni-italiani.it (en italiano). Consultado el 29 de abril de 2017.